# Waldfriedhof (Kritzow)

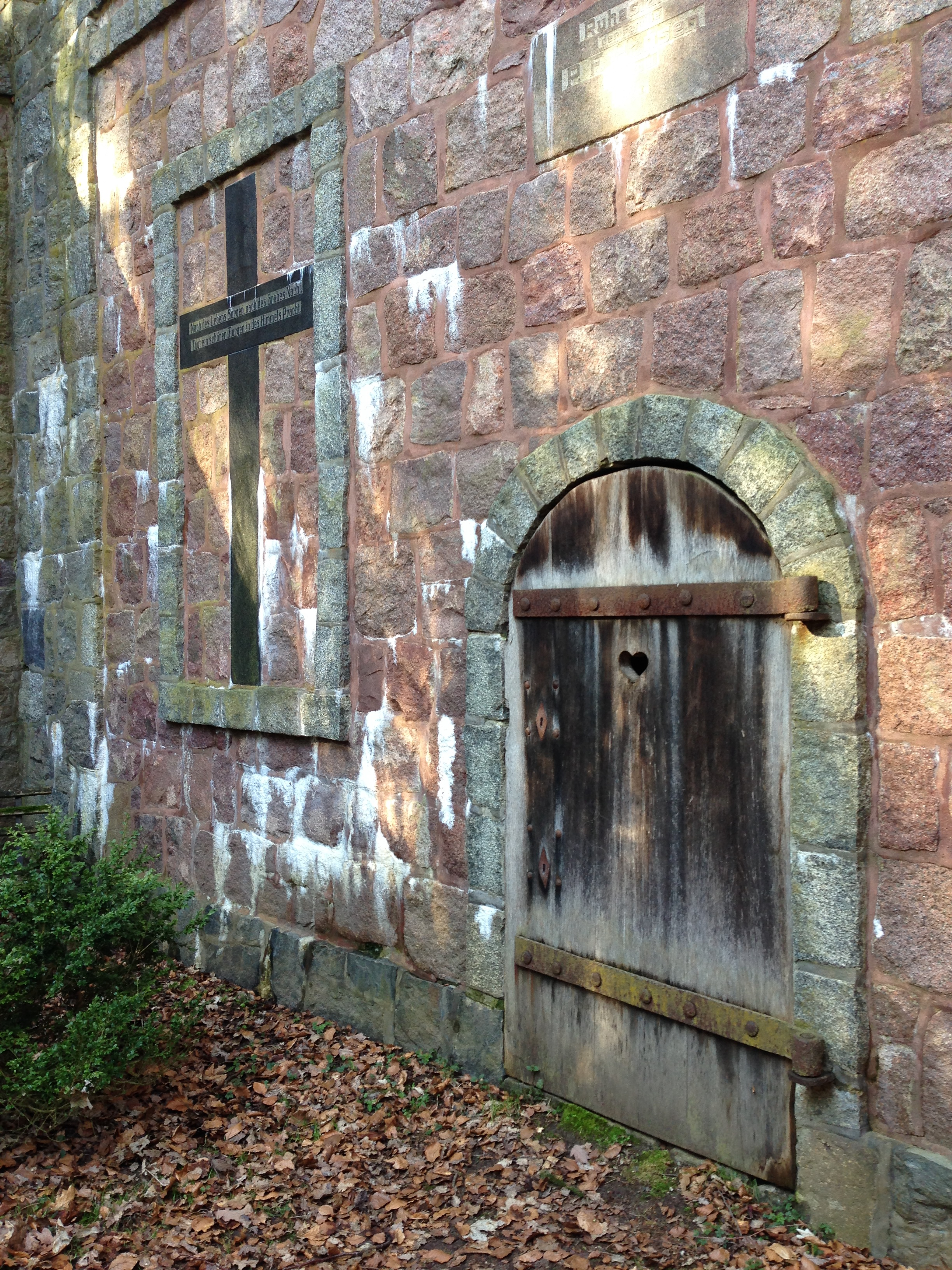
Hansen-Mausoleum auf dem Friedhof

Der Waldfriedhof nahe dem mecklenburgischen Ort Kritzow liegt in der Gemeinde Langen Brütz im Landkreis Ludwigslust-Parchim. Das auf dem Friedhof gelegene Mausoleum für den früh verstorbenen Sohn der Kritzower Gutsbesitzerfamilie Hansen wurde 1925 angelegt. Das direkte Umfeld wurde auch in der Folgezeit für Bestattungen genutzt. Der Waldfriedhof mit Feldsteinmauer und dem Mausoleum befindet sich auf der Denkmalliste des Landkreises.

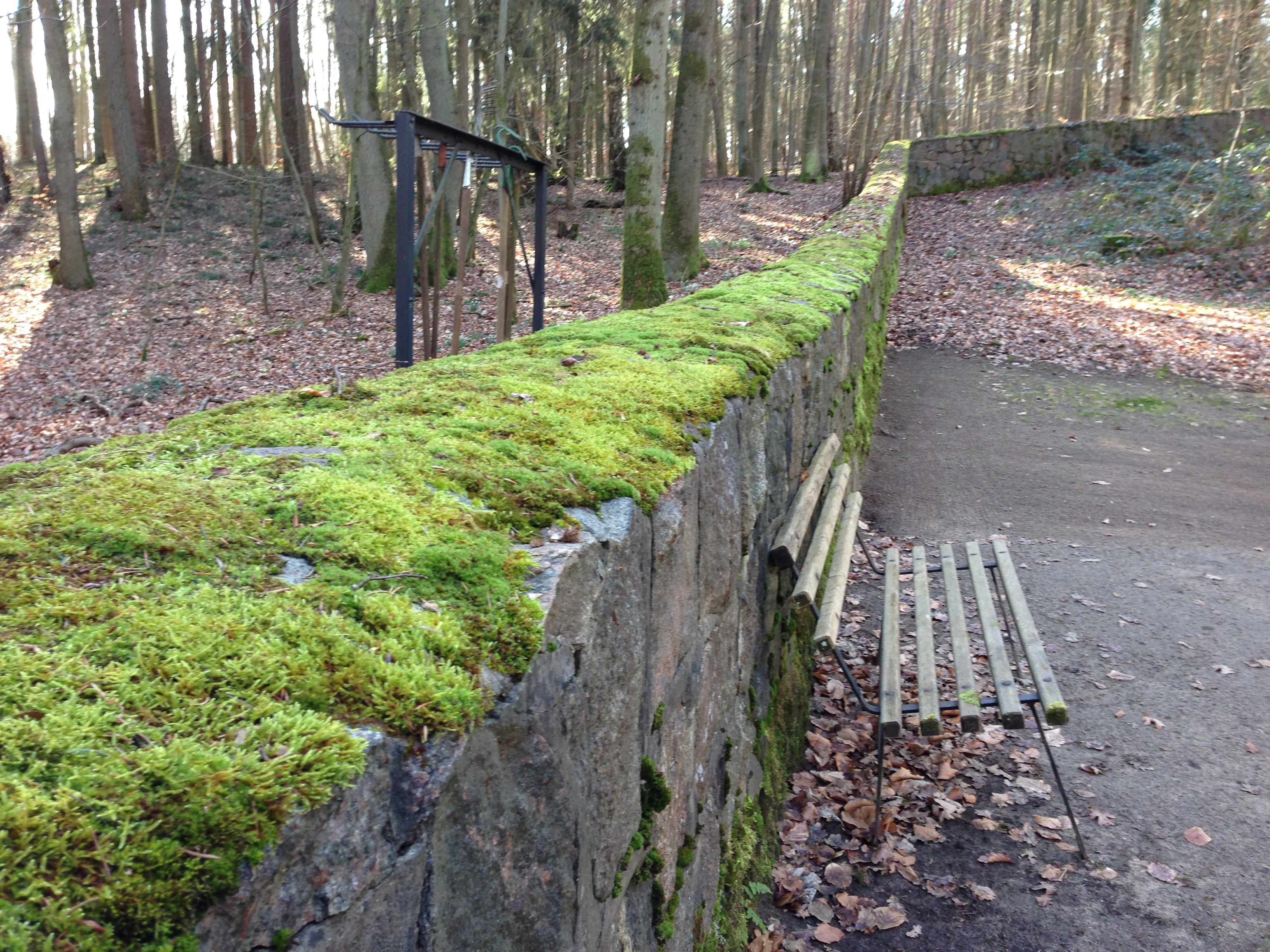
Den Friedhof umgebende Feldsteinmauer

Der Friedhof liegt etwa 900 Meter ostnordöstlich des Kritzower Herrenhauses am östlichen Hang des Uhuberges in einem Waldgebiet. Zu ihm führen unbefestigte Waldwege.
Das Mausoleum wurde von der Gutsbesitzerfamilie Kritzows für den einzigen und früh verstorbenen Sohn W. F. A. Hansen (1896–1925) im Jahr 1925 angelegt. Das lange Zeit im Besitz der Familie Bülow befindliche Gut ging 1924 in den Besitz der Familie Hansen. Das Mausoleum war zunächst mit einem einfachen Zaun umgeben worden. Im April 1945 wurden auf der Kritzower Flur gefallene Wehrmachtssoldaten vor dem Mausoleum beigesetzt. Die Einwohner des Dorfes nutzen die Anlage in der Folgezeit weiter als Friedhof, den sie mit einer Mauer aus behauenen Feldsteinen umgaben. Auf den Grabsteinen finden sich die Namen vieler am Ende des Zweiten Weltkrieges geflohener Familien, die aus den Regionen Hinterpommern und Ostpreußen stammen.